# آدام متز
آدام متز (به آلمانی: Adam Mez) خاورشناس آلمانی است.

## تولد
متز خاورشناس آلمانی است که در بازل سویس ساکن بود. وی در سال ۱۸۶۹ در فرایبورگ متولد شد. وی کرسی استادی زبان‌های شرقی دانشگاه شهر بازل را در اختیار داشت. وی به زبان عربی و تاریخ اسلام علاقه زیادی داشته‌است و کتاب الحکایت نوشته ابن مطهر ازدی با مقدمه تعلیقات وی به چاپ رسیده‌است.

## آثار
مشهورترین اثر متز کتاب تاریخ تمدن اسلام در قرن ۴ هجری است که به چند زبان از جمله فارسی هم ترجمه شده‌است. این کتاب توسط علیرضا ذکاوتی قراگوزلو از عربی به فارسی ترجمه شده‌است. همچنین این کتاب توسط دکتر ابوریده از انگلیسی یه غربی ترجمه شده‌است.

### نقد محتوایی
یکی از نقدهای محتوایی که به این کتاب وارد است سخن گفتن متز از تأثیر پذیری شیعه در مسائل کلامی از معتزله است. در حالیکه رویکرد کلامی شیعه کاملاً در باب معتزله قرار دارد و کتاب‌های بسیاری در رد آرای کلامی معتزله توسط شیعیان همچون کتاب رد بر معتزله از ابوهشام کوفی در دست است.

## درگذشت
آدام متز به ادبیات و تاریخ اسلام علاقه داشت و در سال ۱۹۱۷م درگذشت.